# Piaranthus pullus
Piaranthus pullus là một loài thực vật có hoa trong họ La bố ma. Loài này được (Aiton) Haw. miêu tả khoa học đầu tiên năm 1812.